# Nelchina-Gletscher
Der Nelchina-Gletscher ist ein Gletscher im US-Bundesstaat Alaska an der Nordflanke der Chugach Mountains.

## Geografie
Der 37 km lange Talgletscher hat sein Nährgebiet auf einer Höhe von 2300 m in den Chugach Mountains an der Nordflanke von Mount Valhalla. Der im Mittel 3,2 km breite Gletscher strömt anfangs in nordöstlicher, später in nordnordwestlicher Richtung. Der Gletscher endet schließlich auf einer Höhe von etwa 750 m. Am westlichen Rand der Gletscherzunge endet der Sylvester-Gletscher. Die Gletscher werden über den Nelchina River zum Tazlina Lake entwässert wird.